# ناهوئل آکوستا
ناهوئل آکوستا (انگلیسی: Nahuel Acosta؛ زادهٔ ۱۱ مهٔ ۱۹۹۹) بازیکن فوتبال اهل اروگوئه است که در پست وینگر برای پنیارول بازی می‌کند.
وی در تیم ملی فوتبال تیم ملی فوتبال اروگوئه آ (محلی) بازی کرده است.